# Catalán matarrañés
El catalán matarrañés es el habla comarcal de la cuenca hidrográfica del río Matarraña y forma parte de las hablas de transición entre el catalán noroccidental y el valenciano. Se distribuye por las comarcas del Matarraña (Teruel) y del Bajo Aragón-Caspe (Zaragoza). En el Atlas Lingüístico y Etnográfico de Aragón, Navarra y la Rioja (ALEANR) figuran los municipios de Fayón, Calaceite, Valderrobles y Peñarroya de Tastavins.
Es posible que el origen de la lengua catalana en la zona del Matarraña sea la repoblación llevada a cabo por los cristianos llegados de los Pirineos (del Pallars y la Ribagorza principalmente). Una vez Alfonso II de Aragón reconquistó el Matarraña, este territorio fue anexado en el reino aragonés y fue repoblado por catalanes.

## Variantes
No hay una gran diferencia con las hablas de la Tierra Alta y del Bajo Ebro, en la provincia de Tarragona, ni con las de los Los Puertos de Morella y del norte de Castellón, pero aun así sí que hay una gran diferencia entre el catalán matarrañés y las hablas de Mezquín-Guadalope. Valjunquera pertenece a este último grupo.
Las hablas del Matarraña son homogéneas, excepto en los casos de La Fresneda, Fabara y, sobre todo, en el habla maellana, esta última con rasgos ribagorzanos.

## Características
Los rasgos más generales muestran las características del catalán noroccidental, como el artículo lo, o el presente del subjuntivo, y es más similar al catalán noroccidental que al fragatino o al ribagorzano. Sin embargo, hay algún rasgo meridional o valenciano, como por ejemplo, el pasado imperfecto del subjuntivo, que hace que el habla matarrañesa se clasifique como habla de transición entre el catalán noroccidental y el valenciano, igual que el valenciano de transición. La influencia lingüística del catalán metropolitano con la construcción los- llega desde Tortosa y Gandesa.
Por otro lado, hay una reducida presencia de antiguos aragonesismos en comparación a los castellanismos modernos o a los neologismos de origen francés e inglés propios de la modernidad. Artur Quintana i Font hizo encuestas léxicas en todos los lugares del Matarraña y descubrió la palabra plantaina en Maella, Mazaleón y Fórnoles. Otros aragonesismos presentes son ligallo, txirigallo y tartir. La presencia de aragonesismos es más grande en el maellano, donde se usa el vocativo fillo.